# Гладіатор в законі
Гладіатор в законі (англ. Gladiator at Law) — науково-фантастичний роман американських письменників Фредеріка Пола та Сіріла Корнбласа, вперше опублікований 1955 року.

## Зміст
Сюжет типово перевернутий. Тоді як у попередньому романі авторів «Торговці космосом» світом керували рекламні агенції, у цьому романі корпоративні юристи, особливо таємна фірма «Грін, Чарльзворт», яка фактично захопила світ. Корпоративне право є надзвичайно прибутковою кар'єрою, тоді як кримінальне право оплачується не достатньо.
Успіх означає жити в розкішному автоматизованому «будинку-міхурі», побудованому «GML», корпорацією, яка номінально є публічною, але акції якої ніколи не торгуються відкрито. Усі трудові контракти включають житло GML як частину оплати праці. Не мати роботи за контрактом означає жити в такій спільноті, як «Belly Rave», спочатку післявоєнному передмісті для солдатів, що повернулися з війни, а тепер нетрях, якими керують банди підлітків і дітей. Його початкова назва була «Belle Rêve», що з французької означає «Прекрасна мрія», в іронічному контрасті з нинішньою потворною реальністю.
Для простолюду влаштовуються розваги у вигляді різноманітних гладіаторських ігор з грошовою винагородою для переможців.
Одним з двох головних героїв є Норвел Блай, посередній дизайнер гладіаторських шоу, якого викидають з роботи та з дому GML. Його дружина-золотошукач замість того, щоб покинути його, повертається з ним до в нетрі, їх донька приєднується до банди.
Інший — Чарльз Мандін, адвокат, який заробляє на життя кримінальною практикою, якому монополії на ліцензування великих юридичних фірм заборонили брати участь у більш прибутковій комерційній діяльності.
Випадково вони зустрічають братів і сестер Норму і Дональда Лавінів, які успадкували 25% акцій GML від свого батька, винахідника цих будинків. Дональд не пам'ятає де зберігаються його акції, оскільки піддався корекції особистості, як і багато звичайних злочинців.
Допомагаючи Лавінам, вони відкривають правду про GML і протистоять «Гріну, Чарлзворту», чия справжня природа є більш дивною, ніж хтось міг собі уявити.
Мандін купує 1 акцію GML, щоб потрапити на таємні збори акціонерів і розпочинає корпоративну війну.
Міноритарні акціонери, які є власниками інших бізнесів, вирішують збанкрутувати GML.
Головні герої рятують Дональда, який необдумано, зголосився взяти участь у гладіаторських іграх.
Мандін починає продавати акції Лавінів на біржі, щоб спричинити їх вільний обіг.
Зрештою йому вдається викупити контрольний пакет за допомогою спекуляції.
«Грін, Чарлзворт» не приймають поразку, і знищують свій офіс на Мангеттені ядерним вибухом. 